# Lech Marek Gorywoda
Lech Marek Gorywoda (ur. 20 lipca 1950 w Grudziądzu) – polski inżynier budownictwa i samorządowiec, prezydent Gorzowa Wielkopolskiego (1992–1994).

## Życiorys
Ukończył studia z dziedziny inżynierii budownictwa na Politechnice Poznańskiej. W latach 1992–1994 sprawował funkcję prezydenta Gorzowa Wielkopolskiego, był radnym miejskim, a w latach 1998–2002 radnym sejmiku lubuskiego I kadencji (z ramienia AWS). Bez powodzenia ubiegał się o mandat senatorski w wyborach w 1993 w województwie gorzowskim jako przedstawiciel Porozumienia Centrum – Zjednoczenia Polskiego.
Pracował jako inżynier-konsultant, rzeczoznawca majątkowy i wykładowca akademicki. Zajmował stanowisko dyrektora Departamentu Współpracy z Zagranicą w Narodowym Funduszu Ochrony Środowiska i Gospodarki Wodnej.
W lutym 2006 objął obowiązki prezesa Przedsiębiorstwa Eksploatacji Rurociągów Naftowych, jednak po kilku miesiącach został odwołany z tej funkcji. Był także członkiem rady nadzorczej Kompanii Węglowej. W 2008 powołano go na prezesa Zakładów Mechanicznych PZL-Wola.